# Happy Family
Happy Family est une sitcom américaine en 22 épisodes de 22 minutes, créée par Moses Port et David Guarascio et diffusée entre le 9 septembre 2003 et le 20 avril 2004 sur le réseau NBC.
En France, la série a été diffusée à partir du 11 février 2005 sur TPS Cinéfamily et rediffusée sur Comédie !.

## Synopsis
Peter et Annie Brennan pensaient enfin profiter de la vie à deux après le départ de leurs enfants. Mais voilà que leur plus jeune fils décide d'abandonner ses études, que l'aîné quitte sa fiancée quelques jours avant son mariage et que leur fille n'arrive pas à rester avec un homme. Tous trois regagnent le domicile familial au grand désarroi de leurs parents...

## Distribution
- John Larroquette (V. F. : Denis Boileau) : Peter Brennan
- Christine Baranski (V. F. : Pascale Vital) : Annie Brennan
- Jeff Bryan Davis (V. F. : Maël Davan-Soulas) : Todd Brennan
- Melanie Deanne Moore (V. F. : Marie-Eugénie Maréchal) : Sara Brennan
- Tyler Francavilla (V. F. : Pascal Nowak) : Tim Brennan
- Susan Gibney (V. F. : Laëtitia Lefebvre) : Maggie Harris

## Épisodes
1. La Famille Brennan (Pilot)
2. Les Dîners de Sara alias Annie complote (Over and Out)
3. Tooth (Tooth)
4. Les Mensonges (Dinner with Friends)
5. Le Bonheur (Tim's Blank)
6. Sara se révolte (Sara Rebels)
7. Traité comme un chien (The Doghouse)
8. Mise au point (1:42)
9. C'est pas la fête (Not Thanksgiving)
10. Le Cadeau de Randall (Randall's Gift)
11. Le Retour de Bill (Bill's Back)
12. Quand grand-mère s'en mêle (Mother and Child Reunion)
13. Dernière Ligne droite (Wedding Plans)
14. Les Règles et le règlement (Rules and Girls)
15. Un ami à tout prix (The One with the Friends)
16. Jeu, set et perroquet (Bye Bye Birdie)
17. Le Sommier (The Headboard)
18. Secrets (Secrets)
19. La Centrifugeuse (The Juicer)
20. Le Rôle (The Play)
21. Quand ça mousse (The Shampoo Effect)
22. Chère Maman (Dear Mom)